# Ljubičevac
Ljubičevac (kyrillisch: Љубичевац) ist ein Dorf in der Opština Kladovo und im Bezirk Bor im Osten Serbiens.

## Einwohner
Die Volkszählung 2002 (Eigennennung) ergab, dass 458 Menschen im Dorf leben.
Weitere Volkszählungen:
- 1948: 1403
- 1953: 1398
- 1961: 1394
- 1971: 1440
- 1981: 1562
- 1991: 1366